# Крейдяні скелі
Крейдяні скелі — один з об'єктів природно-заповідного фонду Луганської області, ботанічний заказник місцевого значення.

## Розташування
Розташований у Новопсковській селищній громаді Старобільського району Луганської області біля села Закотне.

## Історія
Статус заказника присвоєно рішенням Луганської обласної ради від 25 вересня 2008 р. № 24/20.

## Галерея

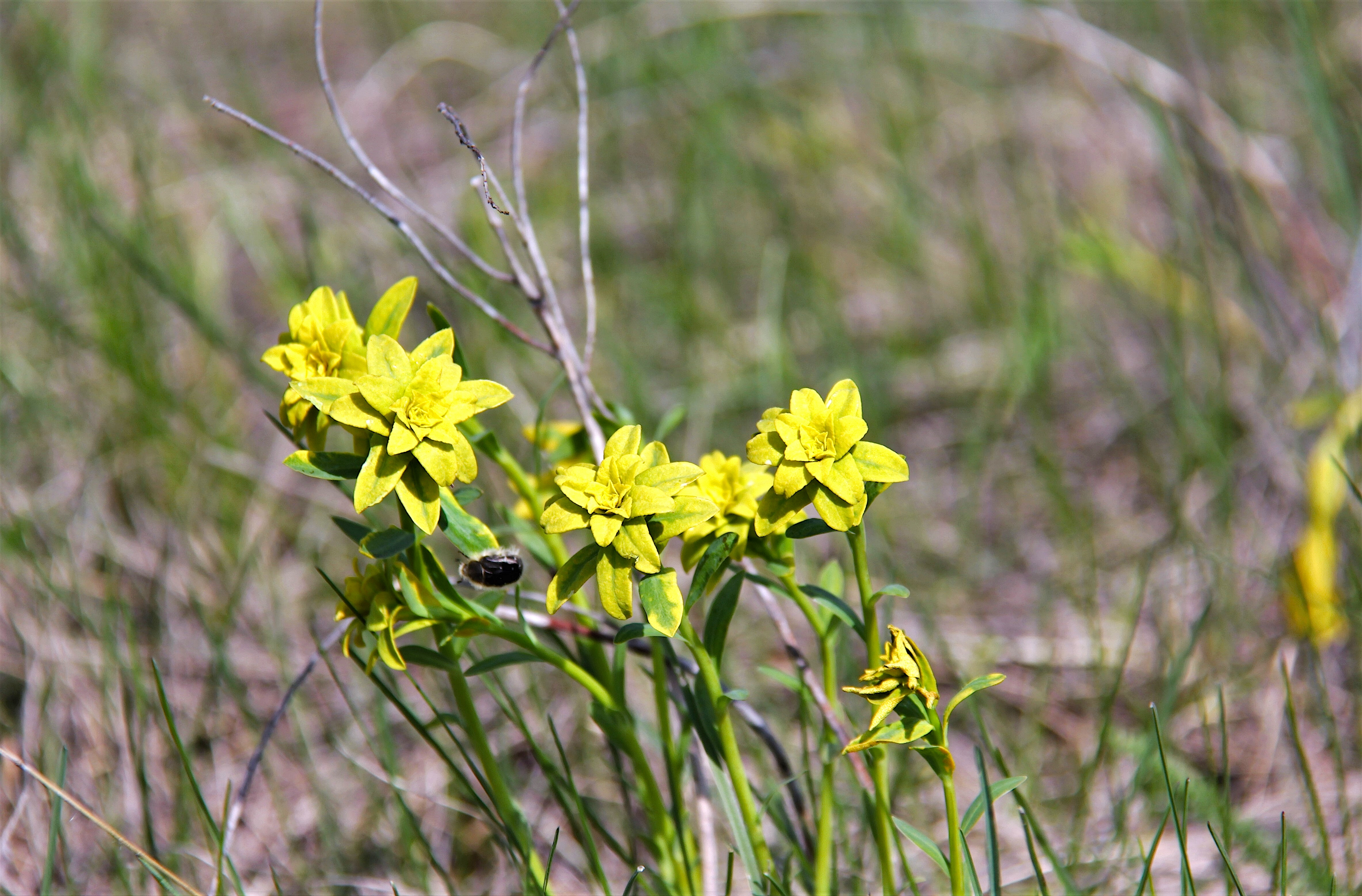
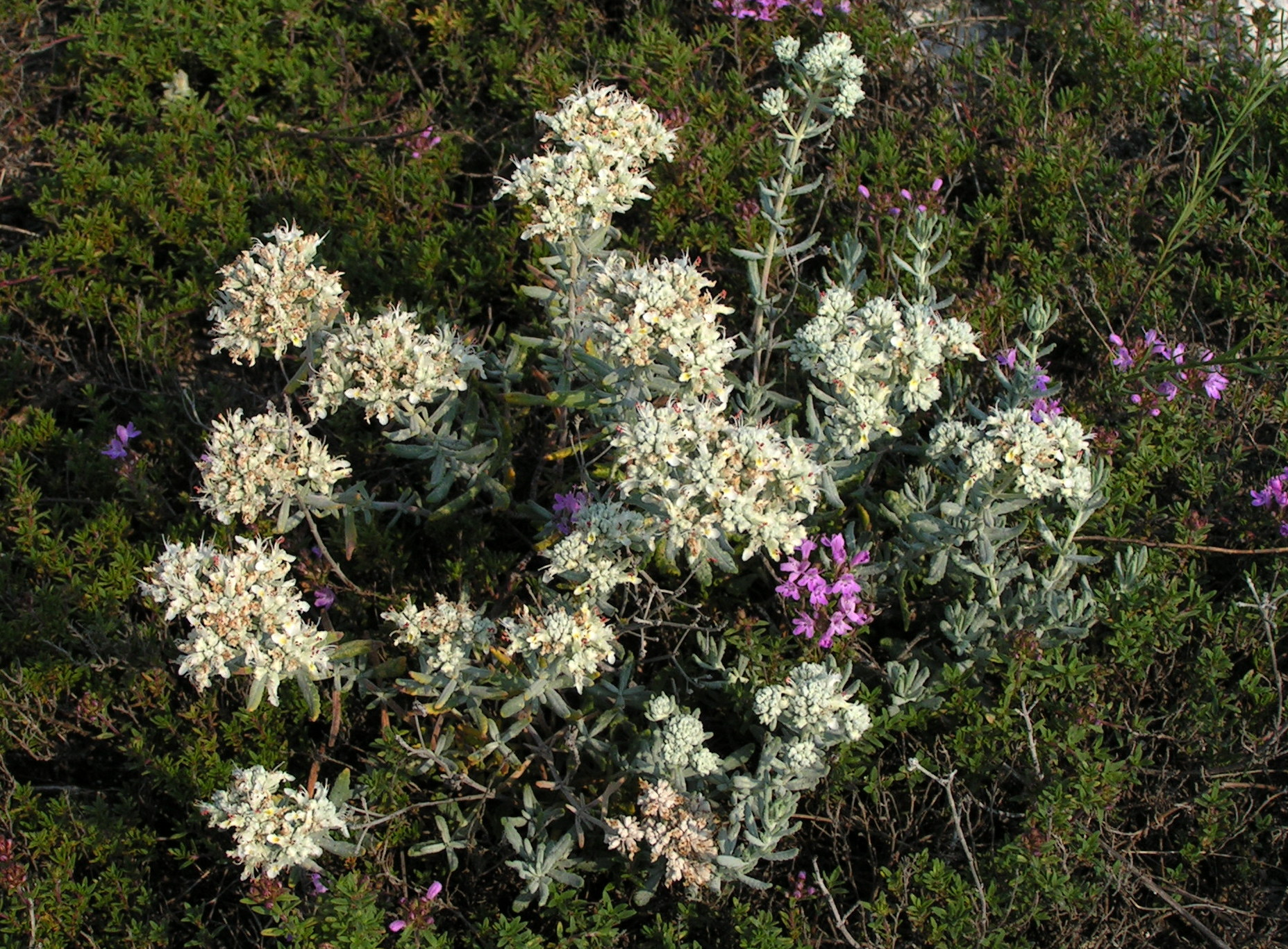
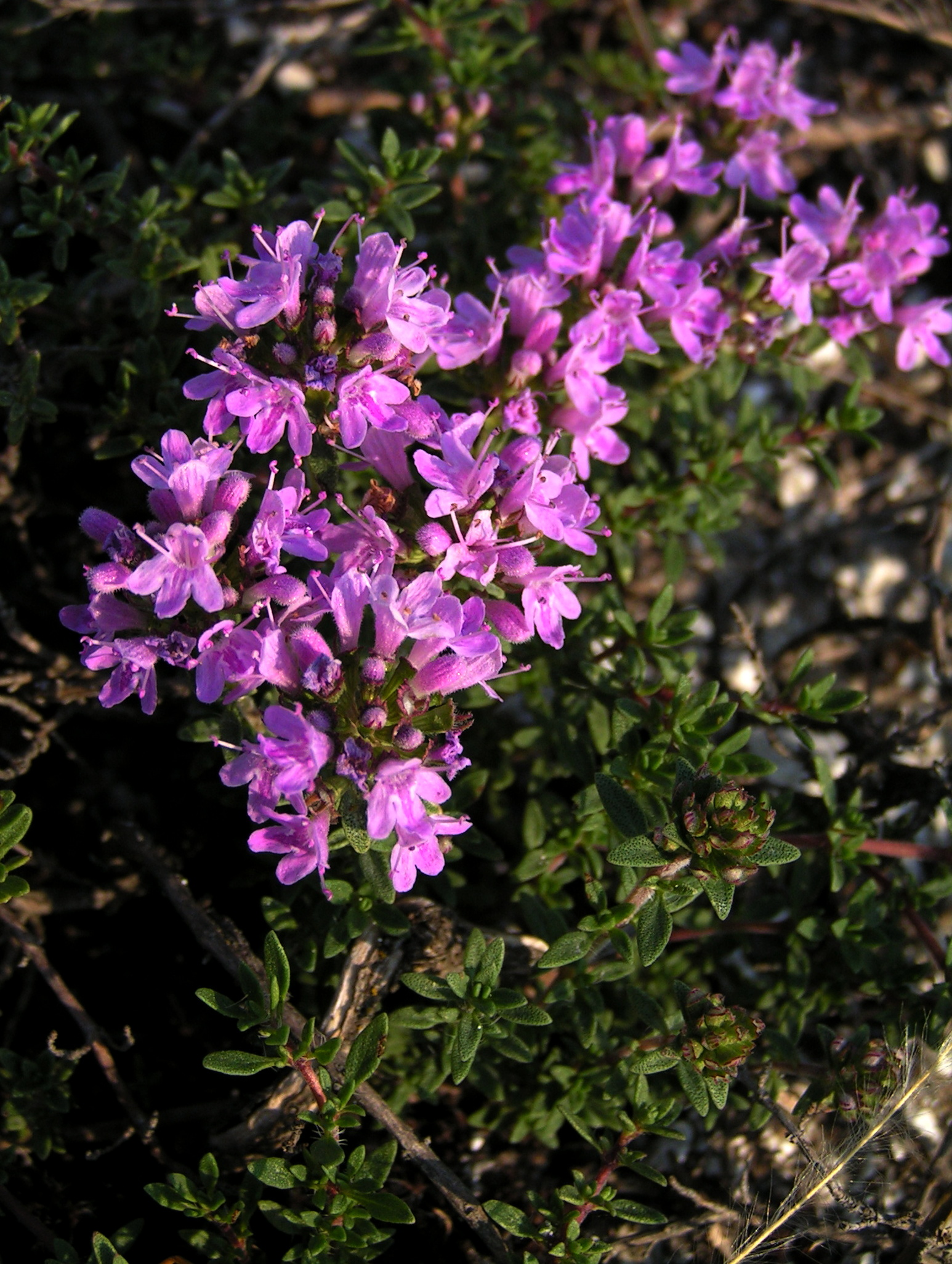

## Загальний опис
Площа заказника — 97,1884 га. Охороняються крейдові схили, пересічені яругами та балками, вкритими степовою рослинністю. У великій кількості представлені види, занесені до Червоної книги України: бурачок голоніжковий, карагана скіфська, шафран сітчастий, пирій ковилолистий, солодушка крейдова, гісоп крейдяний, сон лучний, шоломниця крейдова, ковила відмінна, шорстка, волосиста, тюльпан Шренка та інші.